# Amphilophus citrinellus
Amphilophus citrinellus là một loài cá trong chi Amphilophus thuộc họ Cá hoàng đế đặc hữu sông San Juan và các vùng nước phụ cận ở Costa Rica và Nicaragua. Loài cá này được nuôi làm cảnh với tên thương mại là cá hoàng đế Midas. Chúng là loài ăn tạp và thức ăn của chúng là các chất thực vật, động vật thân mềm và cá nhỏ.